# Gabriel Boric
Gabriel Boric Font (Punta Arenas, 11 febbraio 1986) è un politico cileno, presidente del Cile dall'11 marzo 2022.

## Biografia
Di origini croate, Gabriel Boric ha studiato giurisprudenza ed è stato coinvolto nel sindacalismo studentesco mentre era un attivista del movimento Izquierda Autónoma. Era particolarmente coinvolto nel movimento studentesco del 2011, che mirava a ottenere un'istruzione gratuita. In questo contesto, è stato eletto capo della Federazione degli studenti dell'Università del Cile, succedendo a Camila Vallejo, fino al 2012.

### Attività parlamentare
È stato eletto deputato nel 2014 con Izquierda Autónoma. Lascia il partito nel 2016 dopo disaccordi sul futuro del collettivo, con Boric che proponeva un approccio più istituzionale e un dialogo con il governo di centrosinistra di Bachelet, e nel 2018 è rieletto deputato come indipendente nella regione Magellanica. Quindi aderisce a Convergencia Social. 
Sostiene le proteste di massa del 2019-2020 ed è impegnato nel 2020 nell'approvazione di una Assemblea costituente per la stesura di una nuova Costituzione che rompa con l'eredità della dittatura di Augusto Pinochet. 
Critico nei confronti del sistema economico neoliberale cileno, vuole sostituire il sistema pensionistico privato con uno pubblico, introdurre tasse progressive per le aziende e i cittadini ricchi, aumentare il salario minimo e ridurre la settimana lavorativa a 40 ore. Il suo programma include l'aumento della spesa sociale, anche per creare un'assicurazione sanitaria universale e lanciare un piano nazionale di salute mentale, così come la riforma delle forze di polizia, la cui condotta è stata controversa durante la repressione delle proteste del 2019, e l'investimento nella lotta contro il riscaldamento globale.

### Elezioni presidenziali
Appoggiato dal Fronte Ampio, ha vinto le primarie di sinistra per le elezioni presidenziali del 2021 contro Daniel Jadue, che rappresentava il Partito Comunista. Difende un programma incentrato sul rafforzamento dei diritti dei lavoratori e sulle riforme sociali. A 35 anni, Gabriel Boric è diventato il più giovane candidato alle elezioni presidenziali in Cile.
Sostenuto dalla coalizione di sinistra Apruebo Dignidad partecipa alle presidenziali del 21 novembre 2021, giungendo secondo con il 25,82%.
Al ballottaggio del 19 dicembre 2021 viene eletto Presidente del Cile, prevalendo con il 55,87% dei voti sul suo sfidante, il candidato dell’estrema destra, il presidente del Partito Repubblicano José Antonio Kast, che non ha mai nascosto la sua simpatia per l’ex dittatore Augusto Pinochet e che aveva superato a sorpresa il candidato della destra liberale che aveva guidato il Paese con il presidente uscente Sebastián Piñera. 
Con i suoi 36 anni, è divenuto il più giovane presidente della storia del Cile. Dal 1º aprile 2022, quando è terminato il mandato di Giacomo Simoncini come Capitano reggente di San Marino, è inoltre il più giovane capo di Stato al mondo.

### Presidente del Cile
Gabriel Boric ha prestato giuramento come Presidente della Repubblica del Cile l'11 marzo 2022, succedendo al Presidente uscente Sebastián Piñera. Il nuovo presidente non ha mano libera a causa della mancanza di una maggioranza al Congresso. La destra mantiene la metà del Senato e la Camera dei Deputati è equamente divisa tra il centro e la sinistra da un lato e la destra e l'estrema destra dall'altro. Il suo programma sociale si scontra con l'ostilità dei media cileni, prevalentemente conservatori, e con le difficoltà economiche che il Fondo Monetario Internazionale prevede per il Cile nei prossimi anni. Gabriel Boric è stato accompagnato da un governo di 24 ministri, tra cui 14 donne.

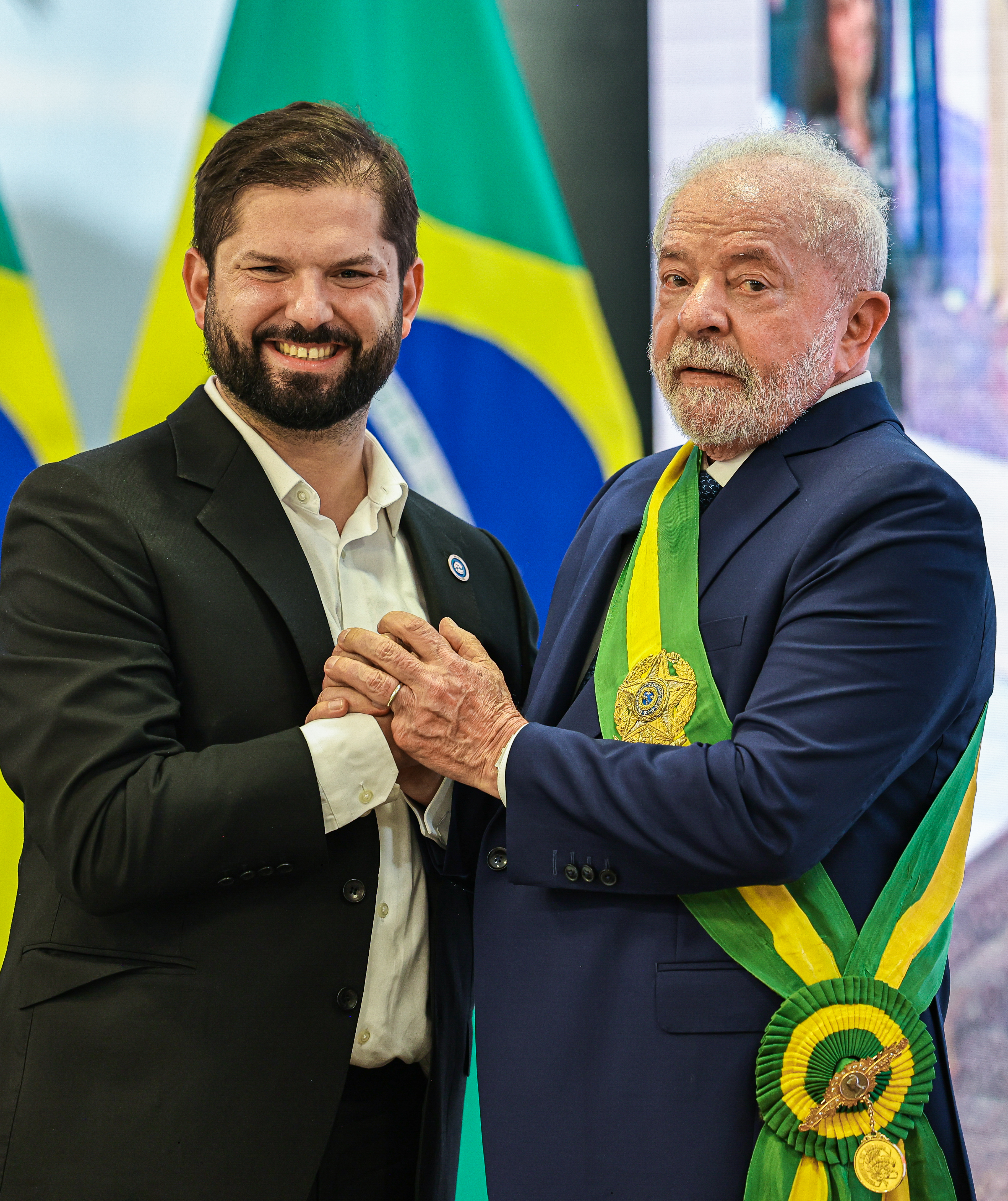
Gabriel Boric insieme all'appena insediatosi presidente del Brasile Luiz Inácio Lula da Silva nel 2023

Il 18 marzo successivo, il Presidente Boric, il Ministro degli Esteri Antonia Urrejola e il Ministro dell'Ambiente Maisa Rojas hanno firmato l'Accordo di Escazú sulla protezione ambientale, alla cui stesura il Cile aveva partecipato attivamente nel 2014 ma che l'ex Presidente Piñera si era rifiutato di firmare.
Le prime settimane della sua presidenza furono segnate da disordini, mentre l'approvazione delle sue azioni crollava tra la popolazione. Il governo Boric ha subito battute d'arresto fin dall'inizio, non riuscendo a far approvare al parlamento una riforma volta a ritirare i fondi pensione privati per promuovere politiche sociali a favore delle famiglie svantaggiate, e dovendo affrontare un tasso d'inflazione annuale di quasi il 10%. Inoltre, non è riuscito a raggiungere un compromesso con la destra su un'amnistia per le centinaia di persone ancora imprigionate dopo le proteste del 2019, che era molto attesa da una parte della sua base elettorale.
In aprile ha lanciato un pacchetto di stimoli economici da 3,7 miliardi di dollari, con il 36% del budget destinato all'assistenza sociale per le famiglie, più di un quarto al sostegno delle piccole e medie imprese e il resto alla creazione di posti di lavoro. Tuttavia, il piano è stato giudicato insufficiente da alcuni economisti. Il presidente cileno ha anche annunciato il congelamento dei prezzi dei trasporti pubblici per un anno e un aumento del 15% della borsa di studio per l'istruzione superiore, di cui beneficeranno 620.000 studenti.
Nel suo primo resoconto pubblico del 1º giugno 2022, Boric ha presentato al Parlamento e alla Nazione le linee principali dell'azione del suo governo. Ha annunciato in particolare l'istituzione di un sistema pensionistico pubblico, di un fondo sanitario universale e la riorganizzazione della rete ferroviaria.
A metà maggio 2022, il salario minimo è stato aumentato da 350.000 pesos (412 dollari) a 400.000 pesos (470 dollari) per tenere il passo con l'inflazione. L'assistenza sanitaria pubblica gratuita viene introdotta a partire da settembre 2022.

## Vita privata
Ha avuto una relazione dal 2019 al 2023 con la politologa Irina Karamanos. Ha ricevuto un'educazione cattolica, ma si definisce agnostico.

## Onorificenze cilene
In qualità di Presidente del Cile dall'11 marzo 2022